# Ammophila urnaria
Ammophila urnaria là một loài côn trùng cánh màng trong họ Sphecidae, thuộc chi Ammophila. Loài này được Dahlbom miêu tả khoa học đầu tiên năm 1843.